# Coelichneumon erythromerus
Coelichneumon erythromerus är en stekelart som först beskrevs av Rudow 1888.  Coelichneumon erythromerus ingår i släktet Coelichneumon och familjen brokparasitsteklar. Inga underarter finns listade i Catalogue of Life.